# بازگشت به وطن
بازگشت به وطن (به انگلیسی: Coming Home) فیلمی در ژانر درام جنگی به کارگردانی هال اشبی محصول سال ۱۹۷۸ است. در این فیلم جین فوندا و جان ویت بازی کرده‌اند.